# Kanton Saint-Pierre-sur-Dives
Kanton Saint-Pierre-sur-Dives (fr. Canton de Saint-Pierre-sur-Dives) byl francouzský kanton v departementu Calvados v regionu Dolní Normandie. Skládal se ze 13 obcí, zrušen byl v roce 2015.

## Obce kantonu
- Boissey
- Bretteville-sur-Dives
- Hiéville
- Mittois
- Montviette
- L'Oudon
- Ouville-la-Bien-Tournée
- Saint-Georges-en-Auge
- Sainte-Marguerite-de-Viette
- Saint-Pierre-sur-Dives
- Thiéville
- Vaudeloges
- Vieux-Pont-en-Auge